# 히스토플라스마증
히스토플라스마증(histoplasmosis)은 히스토플라스마 캡슐라툼(Histomplasma capsulatum) 감염에 의한 진균증이다. 증상은 매우 다양하지만 주로 폐에 영향을 미친다. 때때로 다른 기관이 영향을 받을 수 있다. 이 경우 파종성 히스토플라스마증(disseminated histoplasmosis)이라고 하며 치료하지 않고 방치하면 치명적일 수 있다.
히스토플라스마증은 면역이 억제되어 있는 AIDS 환자에서 흔하다. 면역이 제대로 있는 사람의 경우 과거 감염으로 인해 재감염될 경우 부작용에 대해 부분적으로 보호된다.
히스토플라스마 캡슐라툼은 종종 부패하는 박쥐 구아노나 새 배설물이 있는 토양에서 발견된다. 굴착이나 건설로 인한 토양 파괴는 진균이 드러나게 하고, 이걸 흡입하면 폐에 진균이 들어올 수 있다.
1938년부터 2013년까지 미국에서는 26개 주와 푸에르토리코에서 105건의 히스토플라스마증 발병이 보고되었다. 1978-1979년에 인디애나폴리스에서 100,000명이 진균에 노출된 도시에서의 대규모 발병 희생자들은 심낭염, 류마티스 증후군, 식도 및 성대 궤양, 귀밑샘염, 부신기능부전, 포도막염, 간질성신염, 섬유성 가슴세로칸염, 장의 림프관확장증, 부고환염 등을 앓았다. 히스토플라스마증은 감기, 폐렴, 독감과 유사하며 박쥐가 배설물을 통해 전파시킬 수 있다.

## 징후 및 증상

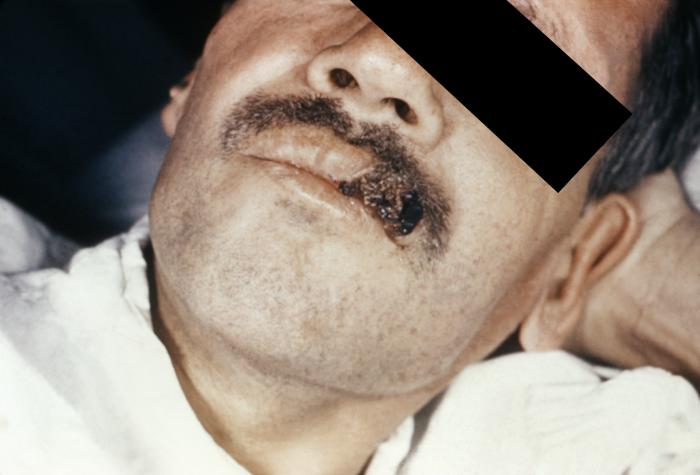
H. capsulatum 감염으로 인한 윗입술의 피부 병변

히스토플라스마증 감염의 증상이 나타나는 것은 노출 후 3~17일 이내이다. 일반적으로 나타나는 시간은 12-14일이다. 그러나 감염된 대부분의 사람은 임상적으로 무증상이며 명백한 부작용을 나타내지 않는다. 히스토플라스마증의 급성기에는 종종 기침이나 독감과 유사한 비특이적 호흡기 증상이 나타난다. 흉부 X레이 소견은 40~70%에서 정상이다. 만성 히스토플라스마증의 경우에는 결핵과 유사할 수 있다. 파종성 히스토플라스마증은 여러 기관계에 영향을 미치며 치료하지 않으면 치명적이다.
히스토플라스마증이 가슴세로칸염의 가장 흔한 원인이지만 비교적 드문 질환이다. 심각한 감염은 간비장비대, 림프절병증, 부신 비대를 유발할 수 있다. 병변은 치유되면서 종종 석회화된 결절을 남긴다.
추정 안구 히스토플라스마증 증후군(presumed ocular histomplasmosis syndrome, POHS)은 맥락망막염을 유발하여 눈의 맥락막과 망막에 흉터를 만들고, 황반변성과 마찬가지로 시력 상실을 일으킨다. 이 증후군의 이름에는 히스토플라스마증이 들어가지만, 실제 관계가 있는지는 여전히 논란의 여지가 있다. POHS와 달리 급성 안구 히스토플라스마증은 면역결핍질환 환자에서 드물게 발생할 수 있다.

### 합병증
적절한 치료를 하지 못했거나, 특히 면역이 저하된 사람에서 합병증이 발생할 수 있다. 합병증에는 재발성 폐렴, 호흡부전, 섬유화 가슴세로칸염, 상대정맥 증후군, 폐혈관 폐쇄, 림프절의 진행성 섬유화가 있다. 섬유화 가슴세로칸염은 심각한 합병증이며 치명적일 수 있다. 구조적 폐 질환이 있는 흡연자는 만성 공동성(cavitary) 히스토플라스마증에 걸릴 확률이 더 높다.
병변이 치유된 후 단단하고 석회화된 림프절이 기도 벽을 침식하여 객혈을 유발할 수 있다.

## 기전
H. capsulatum은 새나 박쥐의 배설물(구아노)로 오염된 토양과 물질에서 자란다. 이 진균은 가금류 사육용 건물의 쓰레기, 동굴, 박쥐가 있는 지역 및 새 둥지(특히 찌르레기의 둥지)에서 발견되었다. 이 진균은 온도에 따라 형태를 바꾸는 이형성을 가진다. 바깥 환경에서는 갈색의 균사체로 자라며 체온(인간의 경우 37 °C)에서는 효모 형태로 변한다. 히스토플라스마증은 전염성이 없지만 진균에 오염된 토양이나 구아노에서 포자를 흡입하면 감염될 수 있다. 접종원은 주로 미세 분생자로, 흡입되어 폐포에 도달한다. 폐포대식세포는 이러한 미세 분생자를 섭취하지만, 진균은 파고솜 내부에서 생존한다. 이후 이형성에 의해 미세 분생자는 효모로 형태를 바꾸고, 파고솜 내부에서 성장하고 복제한다. 대식세포는 림프 순환을 따라 이동하며 질병을 다른 기관으로 퍼뜨릴 수 있다.
파고솜 내에서 진균은 티아민을 반드시 필요로 한다. 히스토플라스마증에 대한 세포 매개 면역은 2주 이내에 발생한다. 환자가 세포성 면역력이 강하면 대식세포, 상피세포, 림프구가 진균을 둘러싸고 결국 석회화된다. 면역이 저하된 사람의 경우 진균이 뼈, 비장, 간, 부신, 피부의 점막과 같은 다양한 기관으로 전파되어 진행성 파종성 히스토플라스마증이 발생한다. 만성 폐질환도 나타날 수 있다.

## 진단

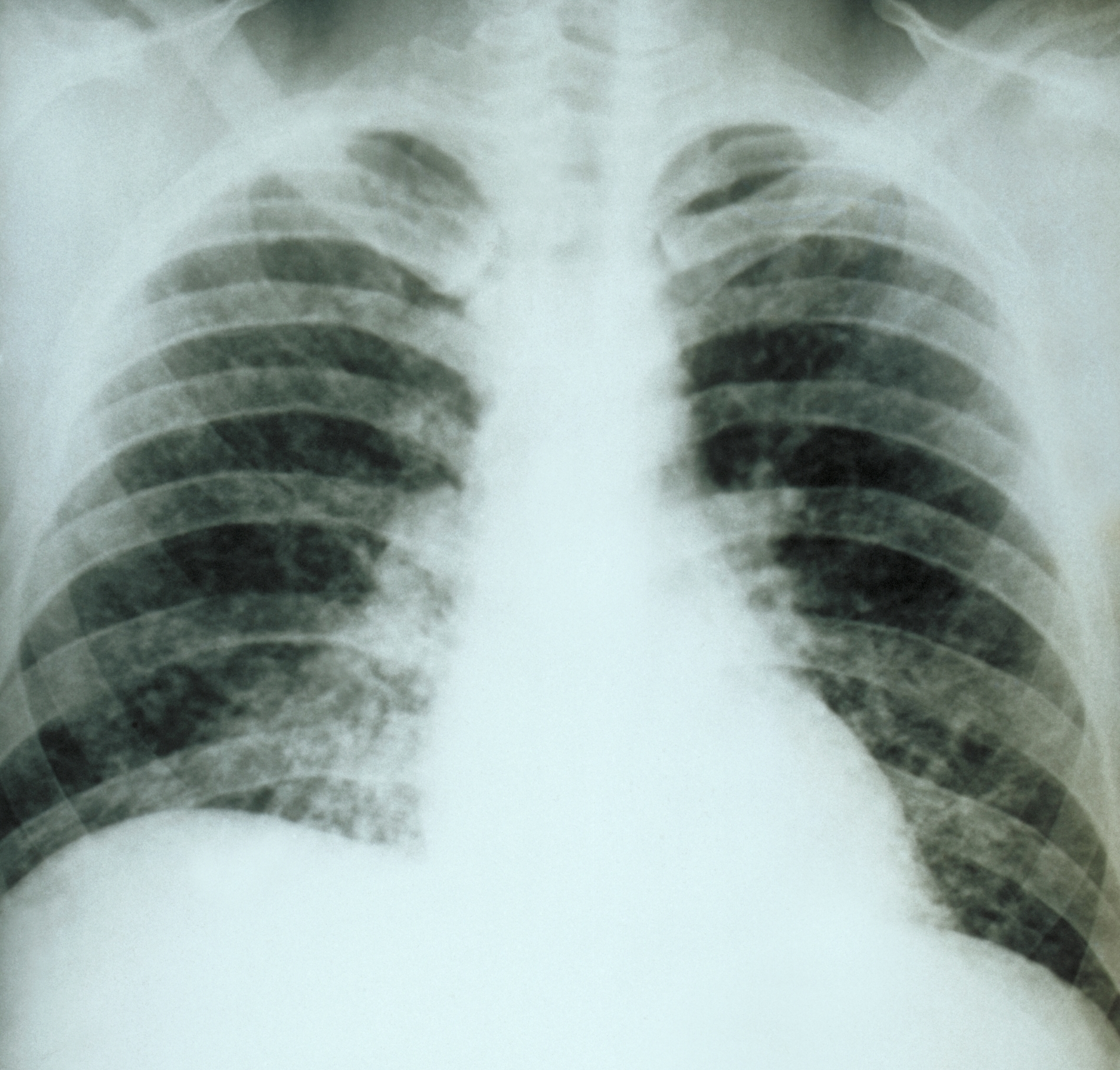
급성 폐 히스토플라스마증 환자의 흉부 X선.

임상적으로는 광범위한 형태로 질병이 나타나 진단이 다소 어렵다. 더 심각한 형태에는 기저 폐 질환이 있을 때 종종 발생하는 만성 폐 형태와, 감염이 폐 이외의 부위로 점진적으로 퍼지는 것이 특징인 파종성 형태가 있다. 파종형 환자는 구강 관련 증상을 주요 증상으로 내원하게 된다. 파종성 질환의 폐 증상은 경미하거나, 심지어 독감으로 잘못 진단될 수도 있다. 가래(기관지폐포세척을 통해), 혈액, 감염된 기관에서 채취한 검체에서 진균을 진단할 수 있다. 또한 ELISA나 PCR을 통해 혈액이나 소변 검체에서 항원을 검출하여 진단할 수도 있다. 항원은 아프리카 히스토플라스마증(Histoplasma duboisii에 의해 발생), 분아균증, 콕시디오이데스진균증, 파라콕시디오이데스진균증, 탈라로진균증 감염의 항원과 교차 반응을 일으킬 수 있다. 히스토플라스마증은 혈액 내 히스토플라스마 진균에 대한 항체 검사로 진단할 수도 있다. 히스토플라스마 피부 검사는 사람이 진균에 노출된 적이 있는지 여부를 보여주지만, 실제로 질병이 있는지 여부는 보이지 못한다. 사부로 한천배지(Sabouraud agar)는 곰팡이가 배양될 수 있는 한천 성장 배지이다. 파종성 질환의 피부 징후는 다양하고, 종종 설명할 수 없는 전신성 발진으로 나타난다. 혈액 배양 검사는 성장까지 최대 6주가 소요될 수 있고, 혈청 항원 검사는 파종성 감염 4주 전까지는 종종 위음성 결과가 나오기 때문에 진단에는 소변 항원 검사가 가장 효과적이다.

### 유형
히스토플라스마증은 다음과 같은 유형으로 나눌 수 있다. :316–317

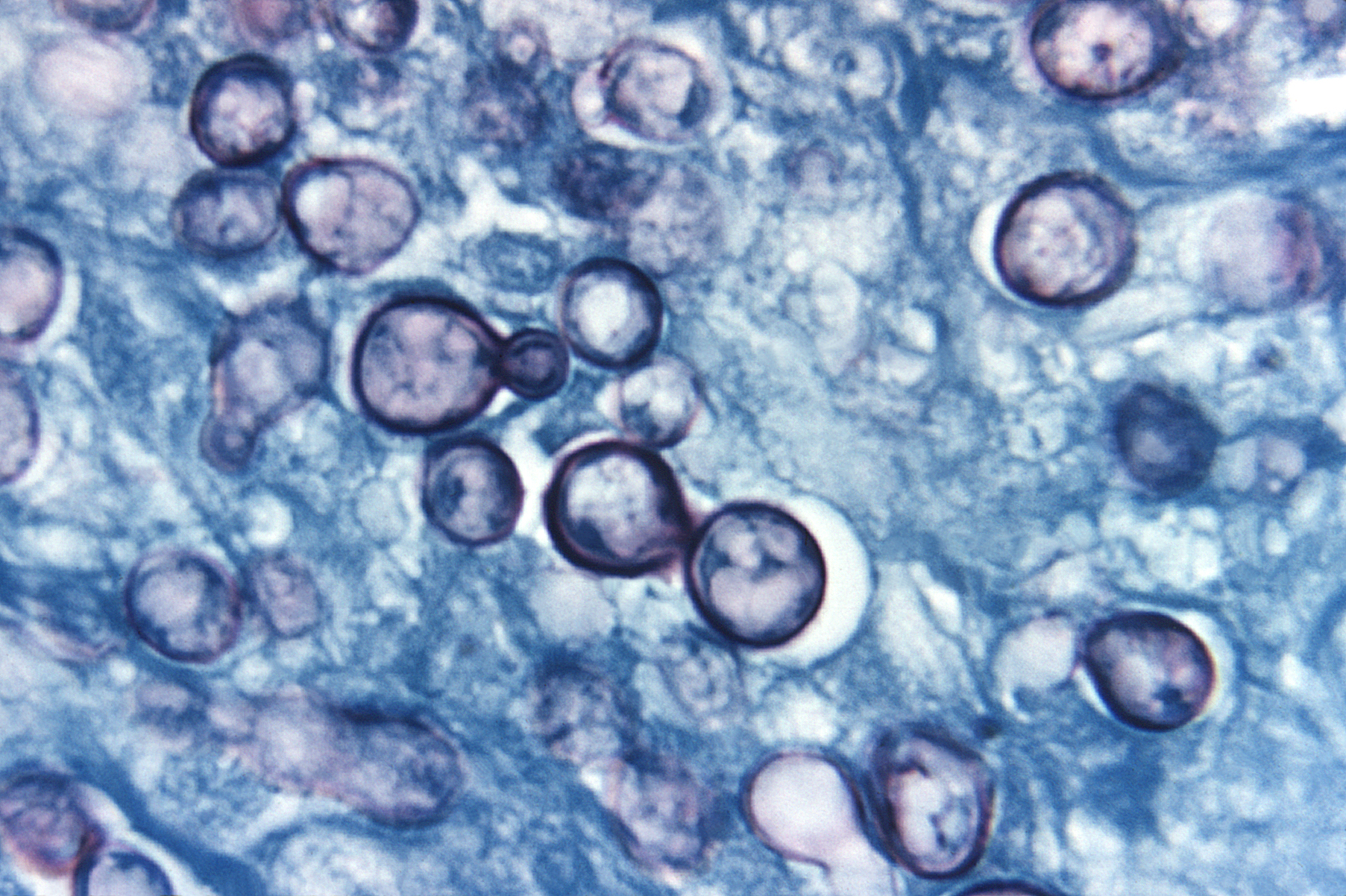
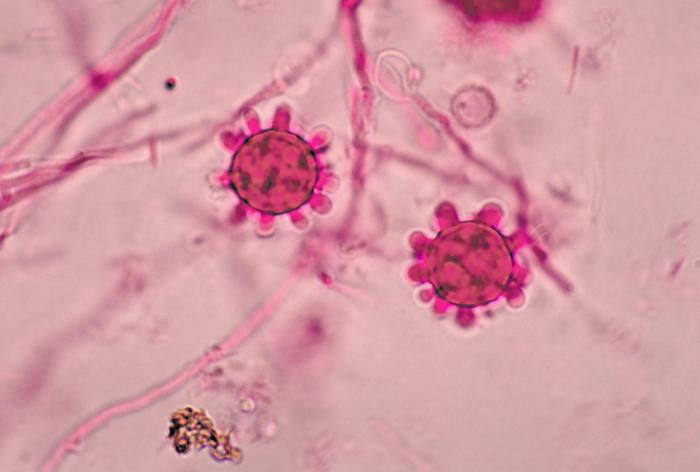

- 원발성 폐 히스토플라스마증
- 진행성 파종성 히스토플라스마증
- 원발성 피부 히스토플라스마증
- 아프리카 히스토플라스마증

## 예방
공통적인 예방 조치는 새나 박쥐 배설물이 쌓이지 않도록 하는 것이다.
미국 국립 직업안전위생연구소는 감염 위험을 줄일 수 있는 작업상의 관행과 개인 보호 장비에 대한 정보를 제공한다.
검토 문서에는 아프리카에서 히스토플라스마가 발견된 위치(닭 사육장, 박쥐, 박쥐가 서식하는 동굴, 토양)에 대한 정보와 영어, 프랑스어, 스페인어 출처를 포함한 철저한 참조 목록이 포함되어 있다.

## 치료
정상적인 면역을 가지는 대부분의 사람들에서 히스토플라스마증은 치료 없이 해결된다. 항진균제는 심각한 급성 히스토플라스마증과 모든 만성, 파종성 질환을 치료하는 데 사용된다. 중증 질환의 일반적인 치료는 먼저 암포테리신 B로 치료한 다음 경구 이트라코나졸로 치료하는 것이다.
암포테리신 B의 리포솜 제제는 디옥시콜레이트 제제보다 더 효과적이다. 모든 암포테리신 B 제제가 콩팥 독성의 위험이 있지만, 리포솜 제제는 콩팥 독성의 위험이 있을 수 있는 환자에게 선호된다. 암포테리신 B를 복용하는 사람의 콩팥 기능은 모니터링해야 한다. 리포솜 암포테리신 B는 디옥시콜레이트 암포테리신 B와 비교할 때 진행성 파종성 히스토플라스마증이나 기저 HIV가 있는 사람을 치료하는 데 더 효과가 좋다. 한편, 플루코나졸은 다른 아졸 약물과 비교할 때 효과가 좋지 못하다.
이트라코나졸 치료는 중증의 경우 적어도 1년 동안 지속해야 하며 급성 폐 히스토플라스마증의 경우 6-12주 치료로 충분하다. 이트라코나졸의 대안 약물은 포사코나졸, 보리코나졸, 플루코나졸이다. 이트라코나졸을 복용하는 사람은 간 기능을 모니터링한다.

## 예후
정상적인 면역계를 가진 환자의 약 90%는 어떠한 처치 없이도 건강을 회복한다. 5% 미만은 중한 치료가 필요하다.

## 역학
H. capsulatum은 전 세계에서 발견된다. 미국의 특정 지역, 특히 오하이오 강 계곡과 미시시피 강 하류에 접한 주에서 풍토병으로 나타난다. 토양의 습도와 산성도 패턴이 풍토병 발병과 관련이 있다. 토양에 있는 새와 박쥐 배설물은 히스토플라스마의 성장을 촉진한다. 배설물에 의해 오염된 토양과의 접촉은 인간을 감염시킬 수 있는 미세분생자를 에어로졸 상태로 만든다. 또한 히스토플라스마는 남아프리카와 동아프리카의 동굴에서 흔히 발견할 수 있다. 히스토플라스민 피부 검사에서 미국 동부, 중부와 같이 H. capsulatum이 흔한 지역에 거주하는 사람들의 90% 이상에서 양성 반응이 나온다.
캐나다에서 세인트로렌스 강은 인구의 20-30%가 양성 반응을 보이는 가장 빈번한 감염 장소이다. 2018년 보고된 사례를 검토한 결과 동남아시아 전역에 질병이 존재하는 것으로 나타났다. 인도에서는 갠지스강 근처의 서벵골주가 가장 빈번한 감염 장소이며 인구의 9.4%가 양성 반응을 보였다. H. capsulatum var. capsulatum은 서벵골주 지역 토양에서 분리되었으며, 풍토성을 입증하였다.

## 역사
히스토플라스마는 1905년 사무엘 테일러 달링(Samuel T. Darling)에 의해 발견되었지만 1930년대에 와서야 널리 퍼진 감염으로 밝혀졌다. 그 이전에는 히스토플라스마증의 많은 사례가 결핵으로 오인되어 환자가 결핵 요양원에 잘못 입원하게 되었다. 몇몇 환자들은 오히려 이 요양원에 입원한 뒤에 결핵에 걸리기도 했다.

## 사회와 문화

### 실제 사례
- 밥 딜런은 1997년 히스토플라스마증으로 입원해 영국과 스위스 공연이 취소됐다.[36]
- 2018년 태국에서 있었던 탐루앙 동굴 조난 사고 당시 히스토플라스마증 감염 위험으로 인해 조난자들은 구출 이후에도 1주일을 추가로 입원했다.[37][38]

### 가상 작품
- 조니 캐시는 "Beans for Breakfast"라는 노래에서 히스토플라스마증에 대해 언급했는데, 새 배설물을 감염원으로 정확하게 언급하기까지 했다.[39]
- TV 시리즈 하우스 시즌 3 21화에서 환자는 히스토플라스마증 진단을 받았다.
- TV 시리즈 덱스터의 시즌 1 5화에서 등장인물인 빈스 마수카(Vince Masuka)는 공기 중의 먼지와 쥐의 털로 인해 히스토플라스마증에 걸릴까봐 걱정한다.
- 전염병에 대해 다루는 다큐멘터리 프로그램인 "몬스터 인사이드 미"의 시즌 5 5화에서 비디오 게임 프로그래머인 Cody Fry는 이 질병에 감염되었다.
- BBC 드라마 "콜 더 미드와이프" 시즌 9에서 캐릭터는 초기에 자신의 증상이 결핵인지 혼란스러워하다가 히스토플라스마증 진단을 받는다. 그는 집에서 기르는 애완용 비둘기의 배설물에서 히스토플라스마에 감염되었다.